# Gary L. North

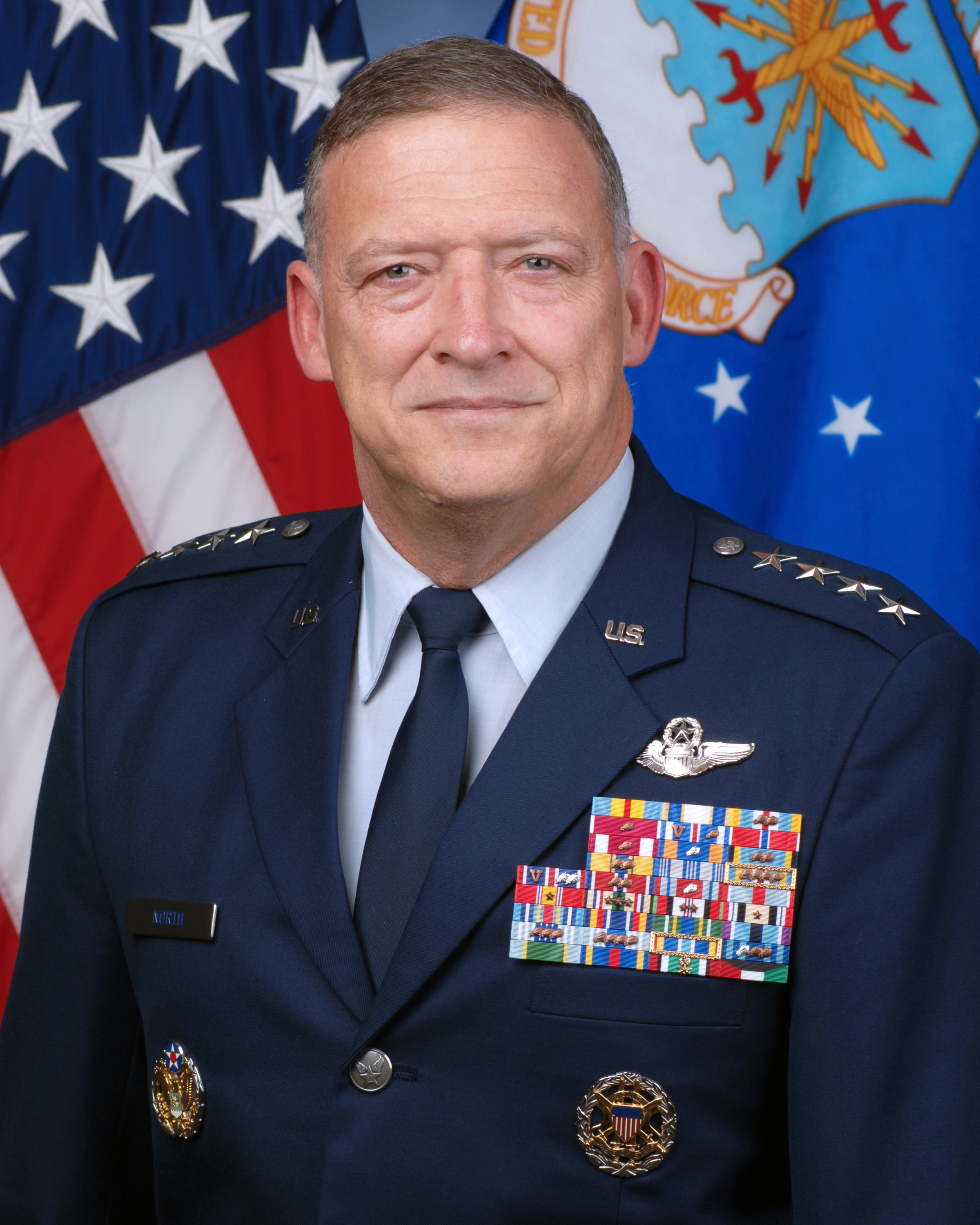
Gary L. North (2012)

Gary Lewis North (* 15. Mai 1954) ist ein pensionierter General der United States Air Force. Er war unter anderem Kommandeur der Pacific Air Forces.
Über das ROTC-Programm der East Carolina University gelangte er im Jahr 1976 in das Offizierskorps der United States Air Force.
Im Lauf seiner militärischen Karriere absolvierte er verschiedene Kurse und Schulungen. Dazu gehörten unter anderem eine Ausbildung zum Kampfpiloten und weitere Fortbildungskurse als Pilot neuer Flugzeugtypen, die Squadron Officer School auf der Maxwell Air Force Base in Alabama, das Armed Forces Staff College in Norfolk in Virginia, das Industrial College of the Armed Forces in Fort Lesley J. McNair in Washington, D.C. und das Seminar XXI, Foreign Political and International Relations am Massachusetts Institute of Technology (MIT). Außerdem erhielt er einen akademischen Grad von der Golden Gate University in San Francisco.
In seinen frühen Jahren als Offizier der Luftwaffe war er an verschiedenen Stützpunkten in den Vereinigten Staaten stationiert. Dabei war er als Pilot, Flugausbilder oder Stabsoffizier bei unterschiedlichen Einheiten tätig. Dazwischen absolvierte er die erwähnten Schulungen. Zwischen Juli 1978 und Juli 1979 war er auf der Kunsan Air Base in Südkorea stationiert. Eine weitere Auslandsversetzung führte ihn zwischen Juni 1986 und Juni 1987 auf die Ramstein Air Base in Deutschland. Im weiteren Verlauf nahm er als Kampfpilot am Zweiten Golfkrieg teil.
Zwischen Juli 1994 und August 1996 war Gary North auf der Misawa Air Base in Japan Kommandeur der 35th Operations Group. Danach gehörte er bis zum August 1997 dem Stab des Hauptquartiers der Air Force in Washington, D.C. an. Daran schloss sich eine Versetzung zum Stab der Joint Chiefs of Staff an, dem er zwischen August 1997 und Mai 1999 angehörte. Es folgte eine weitere Versetzung zur Kunsan Air Base in Südkorea. Dort kommandierte Gary North zwischen Mai 1999 und Mai 2000 das 8. Kampfgeschwader (8th Fighter Wing). Anschließend verblieb er im Fernen Osten. Auf der Kadena Air Base in Japan übernahm er das Kommando über das 18. Geschwader (18th Wing). Dieses Amt hatte er von August 2000 bis zum April 2002 inne.
Anschließend gehörte er bis Juli 2004 erneut dem Stab der Joint Chiefs of Staff an. Dort war er für politisch-militärische Angelegenheiten im Fernen Osten und dem pazifischen Raum zuständig. Danach wurde er nach Hawaii versetzt, wo er bis zum Januar 2006 der Stabsabteilung für Operationen beim United States Indo-Pacific Command angehörte. Das Hauptquartier dieses Commands befindet sich auf der Marine Basis Camp H. M. Smith. Im Februar 2006 wurde er auf die Shaw Air Force Base in South Carolina versetzt. Dort kommandierte er bis zum August 2009 die 9. Luftflotte (Ninth Air Force) die unter dem Namen US Air Forces Central (USCENTAF) den Luftwaffenteil des United States Central Commands ausmacht. Er war in dieser Funktion auch für Luftwaffeneinsätze im Irak und in Afghanistan zuständig.
Am 19. August 2009 übernahm Gary North als Nachfolger von Carrol Chandler auf der Joint Base Pearl Harbor-Hickam das Kommando über die Pacific Air Forces, das er bis zum 3. August 2012 behielt, als Herbert J. Carlisle seine Nachfolge antrat. Wenig später schied er aus dem aktiven Militärdienst aus.
Während seiner Zeit als aktiver Kampfpilot brachte er es auf über 4700 Flugstunden auf verschiedenen Flugzeugtypen.
Nach seiner Pensionierung wurde North Vorstandsmitglied der Military Officer Association of America (MOAA). Außerdem gehört er als Vizepräsident für Kundenbedürfnisse (vice president for customer requirements for Lockheed Martin Aeronautics Co.) dem Vorstand der Lockheed Martin Aeronautics Co. an. Er lebt in Aledo in Texas.

## Daten der Beförderungen
| Abzeichen | Rang               | Jahr              |
| --------- | ------------------ | ----------------- |
|           | Second Lieutenant  | 4. September 1976 |
|           | First Lieutenant   | 4. September 1978 |
|           | Captain            | 4. September 1980 |
|           | Major              | 1. März 1987      |
|           | Lieutenant Colonel | 1. April 1990     |
|           | Colonel            | 1. Februar 1995   |
|           | Brigadier General  | 1. August 2001    |
|           | Major General      | 1. Juni 2005      |
|           | Lieutenant General | 16. Februar 2006  |
|           | General            | 19. August 2009   |

## Orden und Auszeichnungen
Gary North erhielt im Lauf seiner militärischen Laufbahn unter anderem folgende Auszeichnungen:
- Air Force Distinguished Service Medal
- Defense Superior Service Medal (3 x)
- Legion of Merit (2 x)
- Bronze Star Medal
- Distinguished Flying Cross
- Air Medal
- Meritorious Service Medal
- Air Force Commendation Medal
- Combat Readiness Medal